# Daniele Baselli
Daniele Baselli (Manerbio, 12 marzo 1992) è un calciatore italiano, centrocampista del Padova.

## Caratteristiche tecniche
Il suo procuratore Giuseppe Riso ha dichiarato: «Il suo ruolo sicuramente è da mezzala, non davanti alla difesa. Col tempo riuscirà anche a fare il metodista, però in questo momento ha tempi d'inserimento ed è abbastanza pericoloso quando si inserisce in area avversaria. È un centrocampista "box to box”, pulito nell'intervento, abile nei passaggi con entrambi i piedi, elegante e molto tecnico».

## Carriera

### Club

#### Gli inizi e Cittadella
Nel 2000 entra a far parte del settore giovanile dell'Atalanta dove resta per tutta la sua carriera giovanile vincendo nel 2010 il Campionato Berretti. Nell'estate del 2011 si trasferisce in compartecipazione al Cittadella. Il 21 agosto successivo compie il suo esordio nei professionisti giocando da titolare il terzo turno di Coppa Italia perso per 2-1 contro la Fiorentina. Sei giorni più tardi fa il suo debutto in Serie B nella prima giornata di campionato vinta per 2-1 contro l'Albinoleffe. Nella sua prima stagione colleziona 14 presenze totali. Dopo il rinnovo della compartecipazione tra le due società, rimane in Veneto anche nella stagione seguente, totalizzando trentanove presenze e mettendo a segno, nella sua ultima partita con i granata, la sua prima rete nei professionisti decidendo la gara contro l'Ascoli all'ultima minuta di gara regalando la salvezza alla sua squadra e condannando i marchigiani alla alla retrocessione.

#### Atalanta
Il 20 giugno 2013 viene riscattato alle buste dall'Atalanta, per 800 000 euro. Debutta con la Dea il 18 agosto seguente, subentrando a Luca Cigarini nella vittoria in Coppa Italia per 3-0 contro il Bari, effettuando anche un assist. Il 1° settembre successivo esordisce in Serie A nel corso della seconda giornata di campionato sostituendo Giacomo Bonaventura nella vittoria contro il Torino per 2-0. Nella giornata seguente scende in campo da titolare per la prima volta nella sconfitta per 2-0 contro il Napoli. Chiude la sua prima stagione con 31 presenze. Il 10 maggio 2015 realizza la sua prima rete nella massima serie nella trentacinquesima giornata di campionato vinta per 3-2 contro il Palermo. Termina la sua esperienza con l'Atalanta con 55 presenze totali e due reti.

#### Torino
Il 10 luglio 2015 viene acquistato dal Torino insieme al compagno di squadra Davide Zappacosta per 6 milioni di euro (complessivamente l'operazione è costata 10,3 milioni di euro considerando anche l'acquisto del compagno di squadra). Il 16 agosto 2015 firma il primo gol ufficiale in maglia granata nel corso di Torino-Pescara, partita valida per il terzo turno di Coppa Italia, vinta con il punteggio di 4-1. La settimana successiva segna il gol della vittoria - primo gol in Serie A con la maglia del Torino - nel corso della gara contro il Frosinone (2-1).
Inizia la stagione successiva 2016-2017 con due gol nelle prime due giornate di campionato contro Milan (in trasferta) e Bologna (in casa) e si conferma titolare anche nel 4-3-3 del nuovo allenatore Mihajlovic, che lo schiera regolarmente nella posizione di mezzala sinistra, alternandolo talvolta col compagno Acquah. Il 18 marzo 2017, in occasione della gara interna con l'Inter terminata col punteggio di 2-2, segna la sua quinta rete in campionato, migliorando così il proprio precedente record. Nell'ultima parte della stagione, con il passaggio al nuovo modulo 4-2-3-1, viene invece impiegato con grande continuità e buoni risultati come mediano davanti alla difesa, guadagnandosi la convocazione in nazionale.
Confermato in rosa per la stagione 2017-2018, si conferma titolare sia nella prima parte di campionato, agli ordini di mister Mihajlović, sia, in seguito, nello scacchiere del subentrante Mazzarri, ricoprendo il ruolo di mezzala o - all'occorrenza - di regista.
Il 6 maggio 2018 indossa dal 1' minuto la fascia di capitano in occasione della sfida del San Paolo fra Napoli e Torino (2-2). Conclude la sua terza stagione in granata con trentadue presenze e quattro reti, meritando la convocazione in nazionale.
Il 25 luglio 2019, all'inizio della sua quinta stagione sotto la Mole, fa il suo esordio nelle competizioni UEFA per club, in occasione del primo turno preliminare di Europa League contro il Debrecen (3-0). Milita nel Toro per altri due anni e mezzo, faticando però a trovare spazio a causa di molteplici infortuni e scelte tecniche.

#### Cagliari e Como
Il 28 gennaio 2022 viene ceduto a titolo definitivo al Cagliari. Debutta con i rossoblù il 6 febbraio successivo, sostituendo Dalbert nella vittoria esterna per 2-1 contro l'Atalanta. Chiude la stagione raccogliendo nove gettoni con la squadra sarda che arriva diciottesima e retrocede in Serie B.
Il 9 agosto 2022 viene ufficializzato il suo passaggio al Como, firmando un contratto biennale. Esordisce nella prima giornata di campionato del 13 agosto successivo, terminata 1-1 contro il Cagliari. Il 28 gennaio 2023 segna la sua prima rete con i lariani che decide la sfida esterna contro il Brescia. Chiude la sua prima stagione, travagliata da diversi infortuni, con 18 presenze ed una rete. Nella stagione successiva contribuisce alla promozione del Como con 24 presenze, nonostante non riesca a ritagliarsi molto spazio nel corso del campionato. Dopo aver raccolto due presenze nella nuova stagione viene nuovamente fermato da molteplici infortuni che lo tengono fuori per gran parte della stagione. Il 12 febbraio 2025, risolve il contratto con la società lombarda.

#### Padova
Rimasto svincolato, l'11 luglio 2025 viene ufficializzato il suo ingaggio da parte del Padova, appena promosso in Serie B, con cui sottoscrive un accordo fino al 30 giugno 2026. Esordisce con i biancoscudati il 10 agosto successivo nella sconfitta per 2-0 contro il L.R. Vicenza nel turno preliminare di Coppa Italia.

### Nazionale

#### Nazionali minori
Nel settembre del 2009 esordisce con la Nazionale Under-18 in due gare contro la Repubblica Ceca. Nel gennaio del 2011 debutta anche con la Nazionale Under-19 nella sua unica presenza contro la Turchia (3-0). Nel 2009 ha giocato due partite amichevoli con l'Under-18. Il 24 settembre 2009 gioca con l'Under-19 nella partita vinta per 3-1 contro la Turchia.
Il 13 novembre 2012 fa il suo esordio con la Nazionale Under-21 nella partita amichevole persa per 3-1 contro la Spagna. Il 14 agosto 2013 compie il suo debutto da titolare nel giorno del debutto di Luigi Di Biagio con gli Azzurrini nell'amichevole vinta per 4-1 contro la Slovacchia. Sotto la guida di Di Biagio viene sempre convocato per le partite di qualificazione valide per l'accesso agli Europei 2015 dove viene convocato nel giugno 2015. Disputa solamente la gara d'esordio dove scende in campo da titolare nella sconfitta per 2-1 contro la Svezia, venendo successivamente eliminati al termine della fase a gironi.

#### Nazionale maggiore
Viene convocato per la prima volta con la nazionale maggiore nel marzo del 2014 da Cesare Prandelli per uno stage in vista dei Mondiali 2014 al fine di visionare le giovani promesse, venendo confermato anche nel successivo raduno del mese successivo. Nel febbraio del 2018 viene convocato da Luigi Di Biagio, commissario tecnico ad interim, per uno stage a Coverciano.
Il 19 maggio 2018 riceve la sua prima convocazione ufficiale da parte del CT Roberto Mancini in vista delle gare amichevole contro Arabia Saudita, Francia e Paesi Bassi. Dopo essere andato in panchina nella prima amichevole, il 4 giugno successivo compe il suo esordio con la maglia della nazionale esordisce subentrando al 78' minuto al posto di Jorginho nel pareggio per 1-1 contro i Paesi Bassi.

## Statistiche

### Presenze e reti nei club
Statistiche aggiornate al 10 agosto 2025.
| Stagione          | Squadra           | Campionato        | Campionato | Campionato | Coppe nazionali | Coppe nazionali | Coppe nazionali | Coppe continentali | Coppe continentali | Coppe continentali | Altre coppe | Altre coppe | Altre coppe | Totale | Totale |
| Stagione          | Squadra           | Comp              | Pres       | Reti       | Comp            | Pres            | Reti            | Comp               | Pres               | Reti               | Comp        | Pres        | Reti        | Pres   | Reti   |
| ----------------- | ----------------- | ----------------- | ---------- | ---------- | --------------- | --------------- | --------------- | ------------------ | ------------------ | ------------------ | ----------- | ----------- | ----------- | ------ | ------ |
| 2011-2012         | Cittadella        | B                 | 13         | 0          | CI              | 1               | 0               | -                  | -                  | -                  | -           | -           | -           | 14     | 0      |
| 2012-2013         | Cittadella        | B                 | 37         | 1          | CI              | 2               | 0               | -                  | -                  | -                  | -           | -           | -           | 39     | 1      |
| Totale Cittadella | Totale Cittadella | Totale Cittadella | 50         | 1          |                 | 3               | 0               |                    | -                  | -                  |             | -           | -           | 53     | 1      |
| 2013-2014         | Atalanta          | A                 | 28         | 0          | CI              | 3               | 0               | -                  | -                  | -                  | -           | -           | -           | 31     | 0      |
| 2014-2015         | Atalanta          | A                 | 22         | 2          | CI              | 2               | 0               | -                  | -                  | -                  | -           | -           | -           | 24     | 2      |
| Totale Atalanta   | Totale Atalanta   | Totale Atalanta   | 50         | 2          |                 | 5               | 0               |                    | -                  | -                  |             | -           | -           | 55     | 2      |
| 2015-2016         | Torino            | A                 | 35         | 4          | CI              | 3               | 1               | -                  | -                  | -                  | -           | -           | -           | 38     | 5      |
| 2016-2017         | Torino            | A                 | 37         | 6          | CI              | 2               | 0               | -                  | -                  | -                  | -           | -           | -           | 39     | 6      |
| 2017-2018         | Torino            | A                 | 32         | 4          | CI              | 2               | 0               | -                  | -                  | -                  | -           | -           | -           | 34     | 4      |
| 2018-2019         | Torino            | A                 | 34         | 4          | CI              | 3               | 1               | -                  | -                  | -                  | -           | -           | -           | 37     | 5      |
| 2019-2020         | Torino            | A                 | 16         | 0          | CI              | 0               | 0               | UEL                | 5                  | 0                  | -           | -           | -           | 21     | 0      |
| 2020-2021         | Torino            | A                 | 15         | 0          | CI              | 0               | 0               | -                  | -                  | -                  | -           | -           | -           | 15     | 0      |
| 2021-gen. 2022    | Torino            | A                 | 6          | 0          | CI              | 1               | 0               | -                  | -                  | -                  | -           | -           | -           | 7      | 0      |
| Totale Torino     | Totale Torino     | Totale Torino     | 175        | 18         |                 | 11              | 2               |                    | 5                  | 0                  |             | -           | -           | 191    | 20     |
| gen.-giu. 2022    | Cagliari          | A                 | 9          | 0          | CI              | -               | -               | -                  | -                  | -                  | -           | -           | -           | 9      | 0      |
| 2022-2023         | Como              | B                 | 18         | 1          | CI              | -               | -               | -                  | -                  | -                  | -           | -           | -           | 18     | 1      |
| 2023-2024         | Como              | B                 | 24         | 0          | CI              | 1               | 0               | -                  | -                  | -                  | -           | -           | -           | 25     | 0      |
| 2024-feb. 2025    | Como              | A                 | 2          | 0          | CI              | 1               | 0               | -                  | -                  | -                  | -           | -           | -           | 3      | 0      |
| Totale Como       | Totale Como       | Totale Como       | 44         | 1          |                 | 2               | 0               |                    | -                  | -                  |             | -           | -           | 46     | 1      |
| 2025-2026         | Padova            | B                 | 0          | 0          | CI              | 1               | 0               | -                  | -                  | -                  | -           | -           | -           | 1      | 0      |
| Totale carriera   | Totale carriera   | Totale carriera   | 328        | 22         |                 | 22              | 2               |                    | 5                  | 0                  |             | -           | -           | 355    | 24     |

### Cronologia delle presenze e reti in nazionale
| Cronologia completa delle presenze e delle reti in nazionale ― Italia | Cronologia completa delle presenze e delle reti in nazionale ― Italia | Cronologia completa delle presenze e delle reti in nazionale ― Italia | Cronologia completa delle presenze e delle reti in nazionale ― Italia | Cronologia completa delle presenze e delle reti in nazionale ― Italia | Cronologia completa delle presenze e delle reti in nazionale ― Italia | Cronologia completa delle presenze e delle reti in nazionale ― Italia | Cronologia completa delle presenze e delle reti in nazionale ― Italia |
| Data                                                                  | Città                                                                 | In casa                                                               | Risultato                                                             | Ospiti                                                                | Competizione                                                          | Reti                                                                  | Note                                                                  |
| --------------------------------------------------------------------- | --------------------------------------------------------------------- | --------------------------------------------------------------------- | --------------------------------------------------------------------- | --------------------------------------------------------------------- | --------------------------------------------------------------------- | --------------------------------------------------------------------- | --------------------------------------------------------------------- |
| 4-6-2018                                                              | Torino                                                                | Italia                                                                | 1 – 1                                                                 | Paesi Bassi                                                           | Amichevole                                                            | -                                                                     | 78’                                                                   |
| Totale                                                                |                                                                       | Presenze                                                              | 1                                                                     |                                                                       | Reti                                                                  | 0                                                                     |                                                                       |

| Cronologia completa delle presenze e delle reti in nazionale ― Italia under 21 | Cronologia completa delle presenze e delle reti in nazionale ― Italia under 21 | Cronologia completa delle presenze e delle reti in nazionale ― Italia under 21 | Cronologia completa delle presenze e delle reti in nazionale ― Italia under 21 | Cronologia completa delle presenze e delle reti in nazionale ― Italia under 21 | Cronologia completa delle presenze e delle reti in nazionale ― Italia under 21 | Cronologia completa delle presenze e delle reti in nazionale ― Italia under 21 | Cronologia completa delle presenze e delle reti in nazionale ― Italia under 21 |
| Data                                                                           | Città                                                                          | In casa                                                                        | Risultato                                                                      | Ospiti                                                                         | Competizione                                                                   | Reti                                                                           | Note                                                                           |
| ------------------------------------------------------------------------------ | ------------------------------------------------------------------------------ | ------------------------------------------------------------------------------ | ------------------------------------------------------------------------------ | ------------------------------------------------------------------------------ | ------------------------------------------------------------------------------ | ------------------------------------------------------------------------------ | ------------------------------------------------------------------------------ |
| 13-11-2012                                                                     | Siena                                                                          | Italia under 21                                                                | 1 – 3                                                                          | Spagna under 21                                                                | Amichevole                                                                     | -                                                                              | 69’                                                                            |
| 14-8-2013                                                                      | Senec                                                                          | Slovacchia under 21                                                            | 1 – 4                                                                          | Italia under 21                                                                | Amichevole                                                                     | -                                                                              |                                                                                |
| 5-9-2013                                                                       | Rieti                                                                          | Italia under 21                                                                | 1 – 3                                                                          | Belgio under 21                                                                | Qual. Europeo Under-21 2015                                                    | -                                                                              | 54’                                                                            |
| 9-9-2013                                                                       | Nicosia                                                                        | Cipro under 21                                                                 | 0 – 2                                                                          | Italia under 21                                                                | Qual. Europeo Under-21 2015                                                    | -                                                                              |                                                                                |
| 14-10-2013                                                                     | Genk                                                                           | Belgio under 21                                                                | 0 – 1                                                                          | Italia under 21                                                                | Qual. Europeo Under-21 2015                                                    | -                                                                              |                                                                                |
| 14-11-2013                                                                     | Reggio Emilia                                                                  | Italia under 21                                                                | 3 – 0                                                                          | Irlanda del Nord under 21                                                      | Qual. Europeo Under-21 2015                                                    | -                                                                              |                                                                                |
| 19-11-2013                                                                     | Gornji Milanovac                                                               | Serbia under 21                                                                | 1 – 0                                                                          | Italia under 21                                                                | Qual. Europeo Under-21 2015                                                    | -                                                                              | 69’                                                                            |
| 4-6-2014                                                                       | Castel di Sangro                                                               | Italia under 21                                                                | 4 – 0                                                                          | Montenegro under 21                                                            | Amichevole                                                                     | -                                                                              |                                                                                |
| 10-10-2014                                                                     | Zlaté Moravce                                                                  | Slovacchia under 21                                                            | 1 – 1                                                                          | Italia under 21                                                                | Qual. Europeo Under-21 2015                                                    | -                                                                              | 70’                                                                            |
| 14-10-2014                                                                     | Reggio Emilia                                                                  | Italia under 21                                                                | 3 – 1                                                                          | Slovacchia under 21                                                            | Qual. Europeo Under-21 2015                                                    | -                                                                              | 86’                                                                            |
| 30-3-2015                                                                      | Benevento                                                                      | Italia under 21                                                                | 0 – 1                                                                          | Serbia under 21                                                                | Amichevole                                                                     | -                                                                              | 77’                                                                            |
| 18-6-2015                                                                      | Olomouc                                                                        | Italia under 21                                                                | 1 – 2                                                                          | Svezia under 21                                                                | Europeo Under-21 2015 - 1º turno                                               | -                                                                              | 68’                                                                            |
| Totale                                                                         |                                                                                | Presenze                                                                       | 12                                                                             |                                                                                | Reti                                                                           | 0                                                                              |                                                                                |

## Palmarès

### Club

#### Competizioni giovanili
- Torneo Città di Arco: 2

Atalanta: 2008, 2009
- Campionato Berretti: 1

Atalanta: 2009-2010